# Hyphessobrycon elachys
Hyphessobrycon elachys är en fiskart som beskrevs av Weitzman, 1984. Hyphessobrycon elachys ingår i släktet Hyphessobrycon och familjen Characidae. Inga underarter finns listade i Catalogue of Life.